# Bagrat VII de Kartli
Bagrat VII, era el fill gran de David XI de Kartli, i va ser proclamat rei de Kartli pels perses el 1614. Es va casar amb Anna, filla d'Alexandre II de Kakhètia. Va morir el 1619 i el va succeir el seu fill gran Simó II de Kartli.